# Ressaquinha
Ressaquinha là một đô thị thuộc bang Minas Gerais, Brasil. Đô thị này có diện tích 188,745 km², dân số năm 2007 là 4574 người, mật độ 24,1 người/km².